# Сьепи, Чезаре
Че́заре Сье́пи (итал. Cesare Siepi; 1923—2010) — итальянский оперный певец; один из виднейших итальянских басов XX века. Его «визитной карточкой» была роль Дон Жуана в опере Моцарта. С 27-летнего возраста жил в США, где 379 раз выступал на сцене нью-йоркской «Метрополитен-оперы», а также в играл в нескольких бродвейских мюзиклах. 

## Биография
Некоторое время учился в Миланской консерватории, но в целом остался самоучкой. Дебютировал в группе мадригалистов, в 1941 году впервые выступил на небольшой оперной сцене в партии Спарафучиле («Риголетто»). В 1943 году, не желая воевать в армии фашистского режима, уехал в Швейцарию и оставался там до завершения Второй мировой войны. 
Сразу после войны возобновил сценическую активность и в 1946 году дебютировал в «Ла Скала». В 1948 году исполнил партию Мефистофеля в одноимённой опере Бойто на представлении, посвящённом памяти композитора (дирижировал А. Тосканини). 
В 1950 году заменил на сцене Метрополитен-оперы болгарского певца Бориса Христова (отстранённого от выступления по политическим мотивам) в партии Филиппа II («Дон Карлос» Верди) и выступал на этой сцене почти четверть века (до 1974 года), исполнив на ней 18 ролей. 
Настоящая слава пришла к Сьепи в 1953 году, когда на Зальцбургском фестивале он под руководством В. Фуртвенглера исполнил партию Дон Жуана. В последующие три года исполнял эту роль на разных сценах, сотрудничая с разными дирижёрами. Для того, чтобы выступить в «Парсифале», выучил немецкий язык.
Помимо нью-йоркской, Сьепи регулярно появлялся на венской сцене. В Ковент-Гардене периодически выступал в 1962—1973 годах (дебютировав ещё в 1950). В 1959 и 1980 годах выступал на фестивале «Арена ди Верона», исполнив партии Мефистофеля и Рамфиса («Аида»). В «Ла Скала» последний раз выступил в 1978 году в партии Фиеско («Симон Бокканегра» Верди).
Сьепи попрощался с оперной сценой в 1989 году в Сассуоло, но через пять лет спел в Вене партию Оровезо на концертном исполнении «Нормы». 
Сьепи имел двух детей в браке (1962) с Луэллен Сибли, танцовщицей Мет. Он умер в возрасте 87 лет в Атланте от последствий инсульта.